# Банки-Сухояш
Банки-Сухоя́ш (тат. Банки Сукаеш) — деревня в Азнакаевском районе Республики Татарстан, в составе Сухояшского сельского поселения.

## География
Деревня находится на реке Сухояш, в 17 км к северу от районного центра — города Азнакаево.

## История
В «Списке населенных мест по сведениям 1859 года», изданном в 1864 году, населённый пункт упомянут как казённая и башкирская деревня Банки Сухояш 4-го стана Бугульминского уезда Самарской губернии. Располагалась при речке Агир, по левую сторону почтового тракта из Бугульмы в Уфу, в 50 верстах от уездного города Бугульмы и в 42 верстах от становой квартиры в казённом селе Ефановка (Крым-Сарай, Орловка, Хуторское). В деревне в 50 дворах жили 244 человека (123 мужчины и 121 женщина). Была мечеть.

## Население
Численность населения по годам.
| 1795 | 1856 | 1897 | 1920 | 1926 | 1938 | 1949 |
| ---- | ---- | ---- | ---- | ---- | ---- | ---- |
| 64   | ↗244 | ↗426 | ↗439 | ↘290 | ↗331 | ↗765 |
| 1958 | 1970 | 1979 | 1989 | 2002 | 2010 | 2015 |
| ↘603 | ↘218 | ↘190 | ↘130 | ↗144 | ↘138 | ↗143 |
| 2021 |      |      |      |      |      |      |
| ↘95  |      |      |      |      |      |      |

| 1859 |
| ---- |
| 244  |

Национальный состав села — татары.